# Zeggekratertje
Het zeggekratertje (Stictis pusilla) is een schimmel behorend tot de familie Stictidaceae. Hij komt voor op venen, moerassen en oevers. Hij is bekend van grasachtigen.

## Verspreiding
In Nederland komt het zeggekratertje vrij algemeen voor.